# Tempio di Iside (Agrigento)
Il tempio di Iside era un tempio romano dell'antica città di Agrigentum, l'odierna Agrigento.
Costruito nel II secolo d.C. e sito nell'area del terrazzo settentrionale dell'agorà superiore (contrada San Nicola), è stato identificato come iseo grazie ad alcuni reperti rinvenuti in situ. Si tratterebbe dell'unico iseo finora scoperto in Sicilia.